# Oryzomys peninsulae
Oryzomys peninsulae, también conocido como rata de arroz de Baja California, es una especie de roedor de México occidental. Restringido a la punta sur de la península de Baja California, es un miembro del género Oryzomys de la familia Cricetidae. Sólo alrededor de veinte individuos, recogidos en 1900, son registrados, la posterior destrucción de su hábitat ribereño pueden haber conducido a la extinción de la especie.
De tamaño medio, para su género, fue descrito por primera vez como una especie separada, pero luego agrupado en otras especies de amplia distribución, hasta que fue redefinido como independiente en 2009. Sus distintivos están en la piel de color marrón grisáceo en los patas delanteras y de color marrón rojizo en las traseras -y en algunas dimensiones de su cráneo, con una alta caja craneana, robustos arcos cigomáticos (pómulos), y largo foramen incisivo (perforaciones del paladar entre los incisivos y los molares).

## Taxonomía
El Oryzomys peninsulae se encontró por primera vez en 1896 y Oldfield Thomas lo describió en 1897 como especie de Oryzomys. Se mantiene como una especie distinta relacionadas con O. couesi y O. palustris hasta 1971, cuando Philip Hershkovitz lo quitó, y los puso junto a otras poblaciones de la periferia del mismo grupo de especies, subespecies bajo una concepción ampliada de la O. palustris. Raymond Hall coincidió en la segunda edición (1981) de los mamíferos de América del Norte, con el argumento de que el O. peninsulae difiere menos de poblaciones continentales Oryzomys (actualmente clasificadas como O. couesi mexicanus) que algunas otras formas que incluyó la O. palustris difería el uno del otro. Después de los estudios de la zona de contacto entre el Norte de América O. palustris y Centroamericano O. couesi en el sur de Texas y noreste de Tamaulipas (por Benson y Gehlbach en 1979 y Schmidt y Engstrom en 1994) dejó en claro que los dos son distintos unos de otros, O. peninsulae permaneció como subespecies de O. couesi. En 2009, Michael Carleton y Joaquín Arroyo-Cabrales criticaron la clasificación de los Oryzomys mexicanos occidentales y usaron datos morfológicas y morfométricos para caracterizar cuatro especies de Oryzomys distintas en la región. O. peninsulae y otra población aislada, O. nelsoni del Islas Marías , se conservó tanto como especies separadas, al igual que O. albiventer de montano continental de México. Mantuvieron la población en las tierras bajas costeras como una subespecie, O. mexicanus couesi, de Oryzomys couesi.
El género Oryzomys actualmente incluye alrededor de ocho especies distribuidas desde el este de los Estados Unidos (O. palustris) en el noroeste de América del Sur (O. gorgasi). O. peninsulae es parte de la sección O. couesi, que se centra en la amplia O. couesi centroamericana y también incluye varias otras especies con más limitado y distribuciones periféricas. Muchos aspectos de la sistemática de esta sección siguen siendo poco claros y es probable que la clasificación actual subestima la verdadera diversidad del grupo. Oryzomys era previamente un género mucho más grande, pero la mayoría de las especies fue progresivamente eliminada en varios estudios, culminando en contribuciones de Marcelo Weksler y colegas en 2006 que excluyeron más de cuarenta especies del género. Oryzomys y muchas de las especies retiradas de ella se clasifican en la tribu Oryzomyini ("ratas de arroz"), un conjunto diverso de roedores americanos de más de un centenar de especies, y en mayores niveles taxonómicos en la subfamilia Sigmodontinae de la familia Cricetidae, junto con cientos de otras especies de roedores principalmente pequeños.

## Descripción

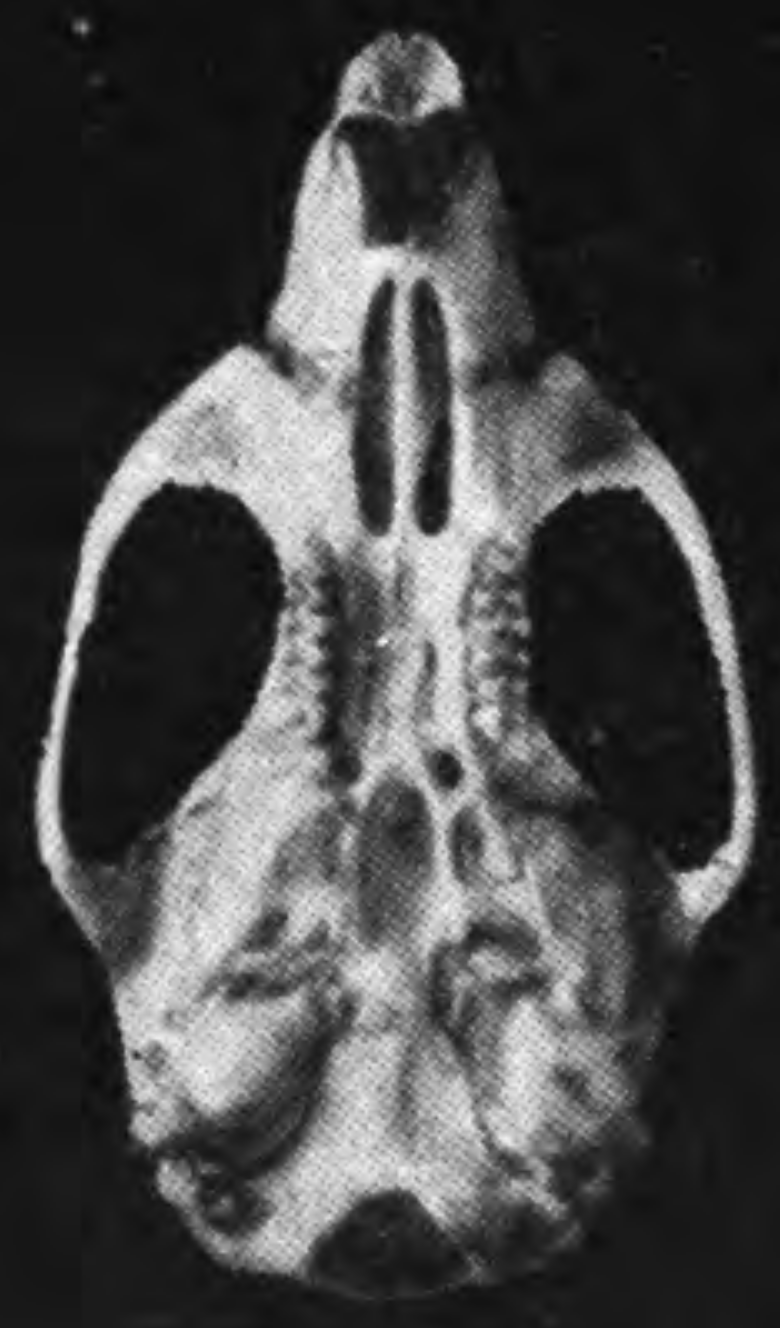
Cráneo de Oryzomys peninsulae, visto desde abajo

Oryzomys peninsulae es un miembro de tamaño mediano del género, más pequeño que O. albiventer pero más grande que O. couesi mexicanus. Su piel es grisácea en las patas delanteros, pero de color marrón rojizo en las traserss; Este patrón de coloración es único entre los Oryzomys mexicanos occidentales. Las partes inferiores son un blanco sucio, los pies blancos arriba, y la cola oscura o marrón encima y blanco sucio abajo.
En el cráneo, la cintura alta, los arcos cigomáticos (pómulos) son anchos y cuadrados, y los agujeros incisivos, que perforan el paladar entre los incisivos y los molares, son largos y anchos. Los incisivos superiores están inclinados hacia adelante, con su filo de corte casi vertical. Morfométricamente, el cráneo del O. peninsulae es claramente distinto de otros Oryzomys mexicanos occidentales.
En catorce especímenes medidos por Carleton y Arroyo-Cabrales, la longitud total fue de 227 a 305 mm, con un promedio de 265,6 mm; la longitud de la cabeza y el cuerpo fue de 113 a 152 mm , con un promedio de 128.9 mm; la longitud de la cola fue de 114 a 156 mm, con un promedio de 136,8 mm; la longitud del pie del antebrazo fue de 29 a 34 mm, con un promedio de 32,0 mm (1,26 pulgadas); y longitud occipitonasal (una medida de la longitud total del cráneo) fue de 27,8 a 34,3 mm, con un promedio de 31,5 mm.

## Distribución, ecología y estado actual
Veintiún ejemplares de O. peninsulae son conocidos: seis fueron capturados en Santa Anita, Baja California en 1896 por D. Coolidge; Edward William Nelson y Edward Alphonso Goldman obtuvieron quince individuos adicionales en 1906 en San José del Cabo. Las dos localidades, que están a unos 13 km de distancia, estaban ubicadas a lo largo del Río San José, un río en el extremo sur de Baja California Sur, cerca del extremo sur de la península de Baja California. Al igual que otras especies de Oryzomys, la O. peninsulae es semiaquática, pasando gran parte de su tiempo en el agua, pero el hábitat adecuado para esta especie se estima en no más de 13 km² en la árida península de Baja California.
El Río San José ya no existe, habiendo sido usado para proyectos de riego, y el desarrollo turístico de su estuario ha dado lugar a la contaminación. Los biólogos que trabajaban en el área en 1979 y de 1991 a 1993 no encontraron O. peninsulae, poniendo en duda su existencia. La falta de registros durante más de un siglo, la distribución pequeña y la destrucción del único hábitat conocido llevaron a Carleton y Arroyo-Cabrales a considerar el estado de conservación de O. peninsulae como "en peligro crítico, si no extinguido". Señalaron que el estado de la especie había sido previamente oscurecido porque había sido agrupado durante décadas con O. couesi, una especie ampliamente distribuida y segura.

## Origen

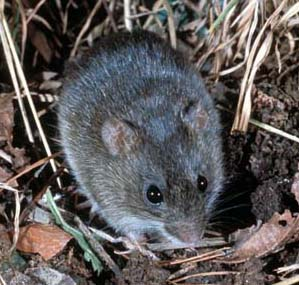

Es incierto cómo el Oryzomys peninsulae llegó a su localidad reciente en Baja California Sur. En 1922, Nelson sugirió que pudo haber sido introducido desde otra parte de México en un cargamento de productos agrícolas, pero esta hipótesis es refutada por la clara diferenciación de otros Oryzomys mexicanos occidentales que exhibe la especie.
El rango de la especie puede ser relictual en la naturaleza: mientras que Oryzomys se encuentra actualmente a lo largo de la costa oriental del Golfo de California tan sólo al norte como la costa del sur de Sonora,  la distribución pasada del género puede haber extendido más hacia el norte, tal vez incluso en el suroeste de los Estados Unidos , y desde allí hacia el sur en Baja California. La desaparición subsecuente de Oryzomys de las regiones del norte habría llevado a su distribución disjunct observada, con O. peninsulae aislada en la península. Esta posibilidad es apoyada por la similitud relativamente estrecha entre O. peninsulae y O. couesi mexicanus, de la costa occidental de México.